# علي علي عوض
علي علي عوض واسمهُ الكامل علي علي علي عوض (من مواليد 29 آب/أغسطس 1947 في مدينة المنصورة) هو كاتب مصري وعضو في اتحاد كتاب مصر، وعضو اتحاد الكتاب العرب والمثقفين، ونائب رئيس أتيليه المنصورة، وأحد مؤسسي رابطة أدباء الحرية.

## المسيرة المهنيّة
بدأ علي علي عوض مسيرتهُ المهنيّة في مجال الكتابة والتأليف مبكرًا حينما نشر في عام 2006 أول مجموعة قصصيّة له بعنوان «الحمار يعرف كل شيء»، ثمّ أعقبها في نفس العام بمسرحيّة «الغول» ومسرحيّة ثانية هي «الوطن الحبيب»، وهي مسرحية للأطفال صدرت هي الأخرى عام 2006. لقد كان عام 2006 عامًا مميّزًا للكاتب المصري ففيهِ حقّق شهرة محليّة بسبب غزارة الإنتاج وبسبب عدد مبيعات مجموعتهِ القصصيّة الأولى. انتظر علي علي عامين فنشر تحديدًا في عام 2008 مجموعتهُ القصصيّة الثانية وعملهُ الأدبي الرابع تحت عنوان «سيسقط البيت»، قبل أن ينشر في عام 2009 عملهُ الروائي الأول «القلب المسروق» الذي لعب دورًا مهمًا في شهرتهِ خارج أسوار مصر وشارك بهِ في عددٍ من المسابقات في مصر ودول الخليج العربي. نشر علي علي عوض عام 2010 أول روايةٍ للأطفال وهي رواية «مذكرات ديك»، ثمّ توارى عن الأنظار حتى عام 2014 حينما عاد برواية جديدة هي الثانيّة له – ضمن قائمة أعماله – ويتعلقُ الأمر برواية «العصمة في يدها». عاد علي علي عوض سريعًا لعالم الروايات المخصصة للأطفال عبر رواية «عودة شركس» التي صدرت 2016، كما عاد في نفس العام للمجموعات القصصيّة فنشر مجموعة جديدة بعنوان «للدخان رائحة أخرى». نشر في العام الموالي روايتهُ الثالثة وهي رواية «الطاغية».

## قائمة أعماله
هذه قائمةٌ بأبرز أعمال الكاتب المصري علي علي عوض:
- الحمار يعرف كل شئ (مجموعة قصصية صدرت عام 2006)
- الغول (مسرحية صدرت عام 2006)[14]
- الوطن الحبيب (مسرحية للأطفال صدرت عام 2006)
- سيسقط البيت (مجموعة قصصية صدرت عام 2008)
- القلب المسروق (2009)
- مذكرات ديك: رواية للأطفال (2010)
- العصمة في يدها (2014)
- عودة شركس: رواية للأطفال (2016)[15]
- للدخان رائحة أخرى (مجموعة قصصية صدرت عام 2016)[16]
- الطاغية (2017)[17]

## الجوائز
حصل علي علي عوض عام 1991 على جائزة اللجنة الكويتية الشعبية بأبوظبي في مسابقة القصة القصيرة، كما نال في عام 2012 جائزة فلسطين للإبداع الثقافي بلبنان، ومنحه رئيس اتحاد الكتاب والمثقفين العرب بباريس وسام التميز عام 2012 أيضًا. حلَّ عوض في المركز الأول في فئة الرواية لرابطة أدباء الحرية، كما نال المركز الأول أيضًا في فئة أدب الطفل في مسابقة إقليم شرق الدلتا الثقافي عام 2013، فضلًا عن جائزة القصة القصيرة في المسابقة الإبداعية الكبرى لصالون شريف العجوز وحركة «المبدعون الأحرار» في تموز/يوليو 2013، وجائزة ناجى نعمان الأدبية لعام 2015 وأخيرًا وليس آخرًا جائزة هالة فهمي الإبداعية عام 2015 أيضًا.